# Puschwitz
Puschwitz (en sorabo Bóšicy) es un municipio situado en el distrito de Bautzen, en el estado federado de Sajonia (Alemania), a una altitud de 180 metros. Su población a finales de 2016 era de unos 800 habs. y su densidad poblacional, 70 hab/km².